# Dead Reflection
Dead Reflection – dziewiąty album studyjny kanadyjskiej grupy Silverstein, wydany 14 lipca 2017 nakładem Rise Records.

## Utwory
1. „Last Looks” – 2:53
2. „Retrograde” – 3:11
3. „Lost Positives” – 3:42
4. „Ghost” – 3:31
5. „Aquamarine” – 3:44
6. „Mirror Box” – 3:48
7. „Demons” – 3:02
8. „The Afterglow” – 3:08
9. „Cut And Run” – 2:52
10. „Secret's Safe” – 3:43
11. „Whiplash” – 2:58
12. „Wake Up” – 4:48

## Twórcy
Skład zespołu
- Shane Told – śpiew
- Josh Bradford – gitara rytmiczna
- Paul-Marc Rousseau – gitara prowadząca, produkcja
- Paul Koehler – perkusja, menedżment
- Billy Hamilton – gitara basowa

Inni zaangażowani
- 23in – kierunek artystyczny
- Derek Hoffman – produkcja, inżynieria
- Kyle Marchant – dodatkowa inżynieria
- Anthony Kalabretta – miksowanie
- Joao Carvalho – mastering

## Opis
Materiał nagrano w Revolution Recording i Fox Sounds (Toronto).
Album promowały teledyski do utworów „Ghost” (2016, reż. Cat Hostick), „Retrograde” (2017, reż. Colin G. Cooper), „The Afterglow” (2017, reż. Warwick Hughes), „Lost Positives” (2017, reż. Wyatt Clough, Roger Galvez), „Whiplash” (2018, reż. Wyatt Clough, Roger Galvez).
W warstwie tekstowej piosenki odnoszą się do życia osobistego Shane'a Tolda, który napisał słowa w okresie 12 miesięcy, gdy przechodził trudny okres w życiu osobistym. Ów mroczny czas przełożył się na takowe brzmienie materiału z płyty.
Tekst utworu „Last Looks” odnosi się do historii zmagającego się z alkoholizmem północnoirlandzkiego piłkarza, George'a Besta, a refren bezpośrednio stanowi przypomnienie jego słów na łożu śmierci („Don't die like me”). Słowa piosenki „Wake Up” opowiada o wzięciu życia w swoje ręce i wydostania się z mrocznego miejsca, nawet gdy wydaje się, że świat rulega rozpadowi.
Reedycję albumu wydano w 2023.